# Zoute Grand Prix
De Zoute Grand Prix is een jaarlijks oldtimerevenement in het Belgische Knokke-Heist. Tijdens het meerdaagse evenement worden rally's, exposities, veilingen en een concours d'elegance gehouden. Naast Knokke-Heist worden ook evenementen in Brugge, Oostende en Durbuy georganiseerd.
De eerste editie van de Zoute Grand Prix werd in 2010 georganiseerd door de broers Filip en David Bourgoo en Philippe Van de Ryse. Na de editie van 2020 stapte Van de Ryse uit de organisastie. Eind 2019 stapte ondernemer Yvan Vindevogel in als aandeelhouder en kapitaalverschaffer van Zoute Events, de organisator van het evenement.
In 2017 kocht Willy Michiels een Mercedes-Maybach G650 Landaulet tijdens de Zoute Grand Prix voor 1,2 miljoen euro, de duurste aankoop van een wagen op een Belgische veiling. In 2022 werd er een BMW 507 Roadster verkocht voor net geen 2,1 miljoen euro en bracht de veiling in totaal iets meer dan 22 miljoen euro op.